# Permesta
La Permesta (Piagam Perjuangan Semesta, en français : Charte pour une lutte universelle) désigne un mouvement rebelle et séparatiste d'Indonésie lancé par des dirigeants civils et militaires d'Indonésie orientale le 2 mars 1957.
Le quartier général du mouvement est basé à Manado, la capitale de la province de Sulawesi du Nord. Son dirigeant est le colonel Ventje Sumual. Un autre officier originaire de la province, Alexander Evert Kawilarang, est général dans l'armée de la Permesta après avoir démissionné de son poste d'attaché militaire à l'ambassade d'Indonésie à Washington.
Dès le début de l'année 1958, la Permesta s'allie aux rebelles du gouvernement révolutionnaire de la république d'Indonésie (Pemerintah Revolusioner Republik Indonesia, PRRI) basés à Sumatra. Après les victoires du gouvernement central sur le PRRI, le conflit bascule à l'est, là où les rebelles Permesta sont actifs.
Les forces du gouvernement central réussissent à capturer la capitale des Permesta, Manado, à la fin du mois de juin 1958. Les rebelles de la Permesta continuent alors de combattre les troupes gouvernementales jusqu'à la reddition des derniers éléments. Une amnistie leur est accordée en 1961.

## Origines
Les causes des rébellions dans l'est (de la Permesta) et dans l'ouest (du PRRI) de l'Indonésie sont multiples.
Tout d'abord, au cours des années 1950, certains groupes ethniques à Sulawesi et au centre de Sumatra estiment que les politiques gouvernementales de Jakarta stagnent l'économie locale, ce qui a pour conséquence de limiter les possibilités de développement régional. Il y a aussi une certaine animosité envers le groupe ethnique javanais qui est le plus nombreux et influent dans l'État unitaire nouvellement créé en Indonésie. Ainsi, ce conflit ne semble pas lié à des idées de sécession de l'État indonésien mais plutôt à une volonté d'avoir une répartition plus équitable du pouvoir économique et politique en Indonésie.

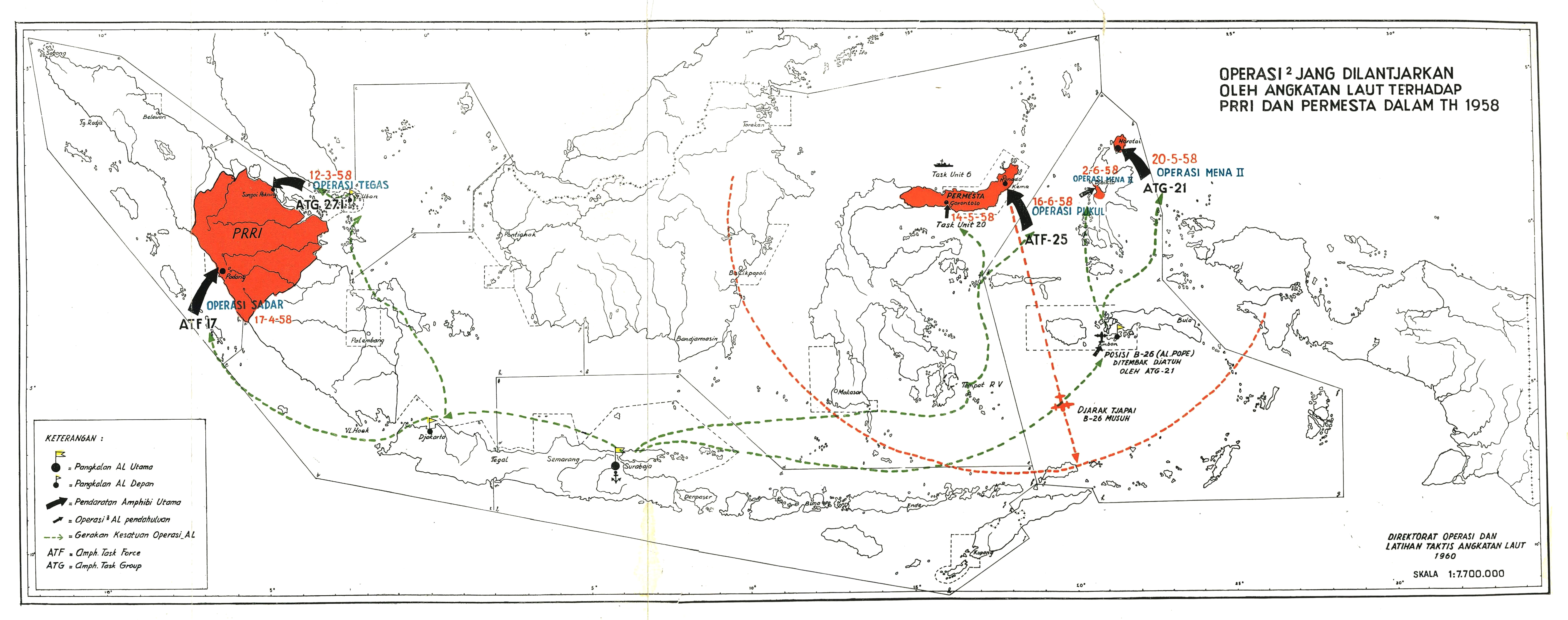
Carte de la marine indonésienne montrant les opérations contre la Permesta

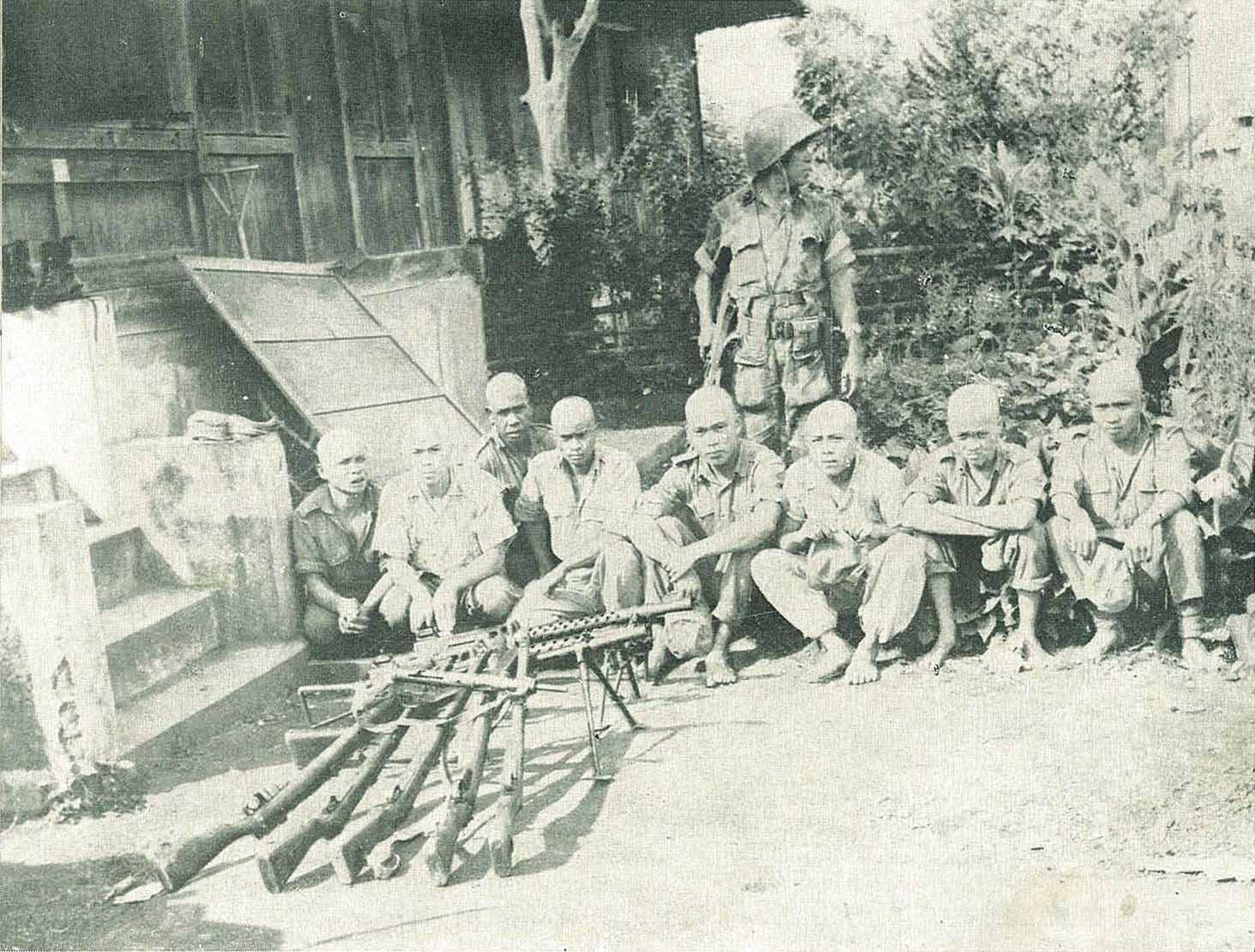
Prisonniers de la Permesta

## Participations étrangères
En 1957, les États-Unis deviennent de plus en plus préoccupés par le fait que l'Indonésie soit vulnérable au communisme en raison de l'influence croissante du Parti communiste indonésien. En janvier 1958, la CIA commence à développer des réseaux de soutien clandestins aux rebelles du PRRI et de la Permesta. Le soutien de la CIA aux rebelles de Permesta vient sous la forme d'un don de quinze bombardiers Douglas A-26 Invader et de chasseurs North American P-51 Mustang pour constituer une force aérienne, l'AUREV (Angkatan Udara Revolusioner, en français ; Armée de l'air révolutionnaire) basée sur l'aérodrome de Manado. Les rebelles reçoivent également des armes, de l'équipement militaire, des fonds et le soutien de mercenaires originaires de Taiwan, de Pologne, des Philippines et des États-Unis.
Grâce à ce soutien de la CIA, les rebelles bombardent des villes de Sulawesi et celles sur les îles Moluques tenues par le gouvernement central. Le 15 mai 1958, des avions insurgés bombardent le marché d'Ambon, tuant un grand nombre de civils célébrant le dimanche de l'Ascension.

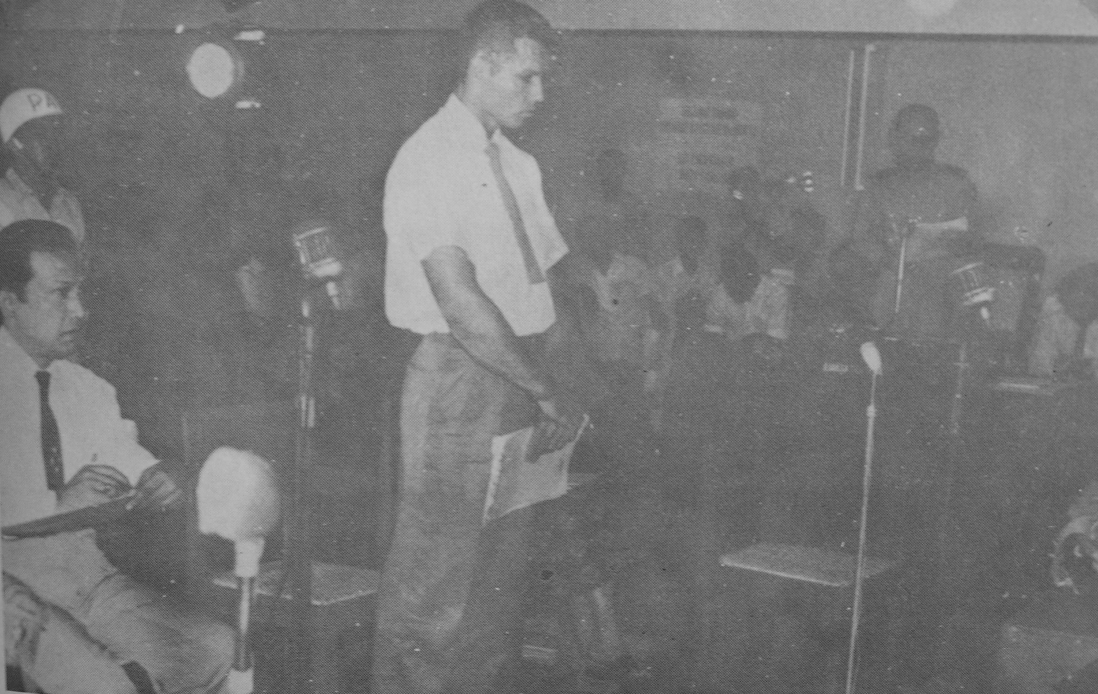
Le pilote américain Allen Lawrence Pope lors de son jugement le 28 décembre 1959.

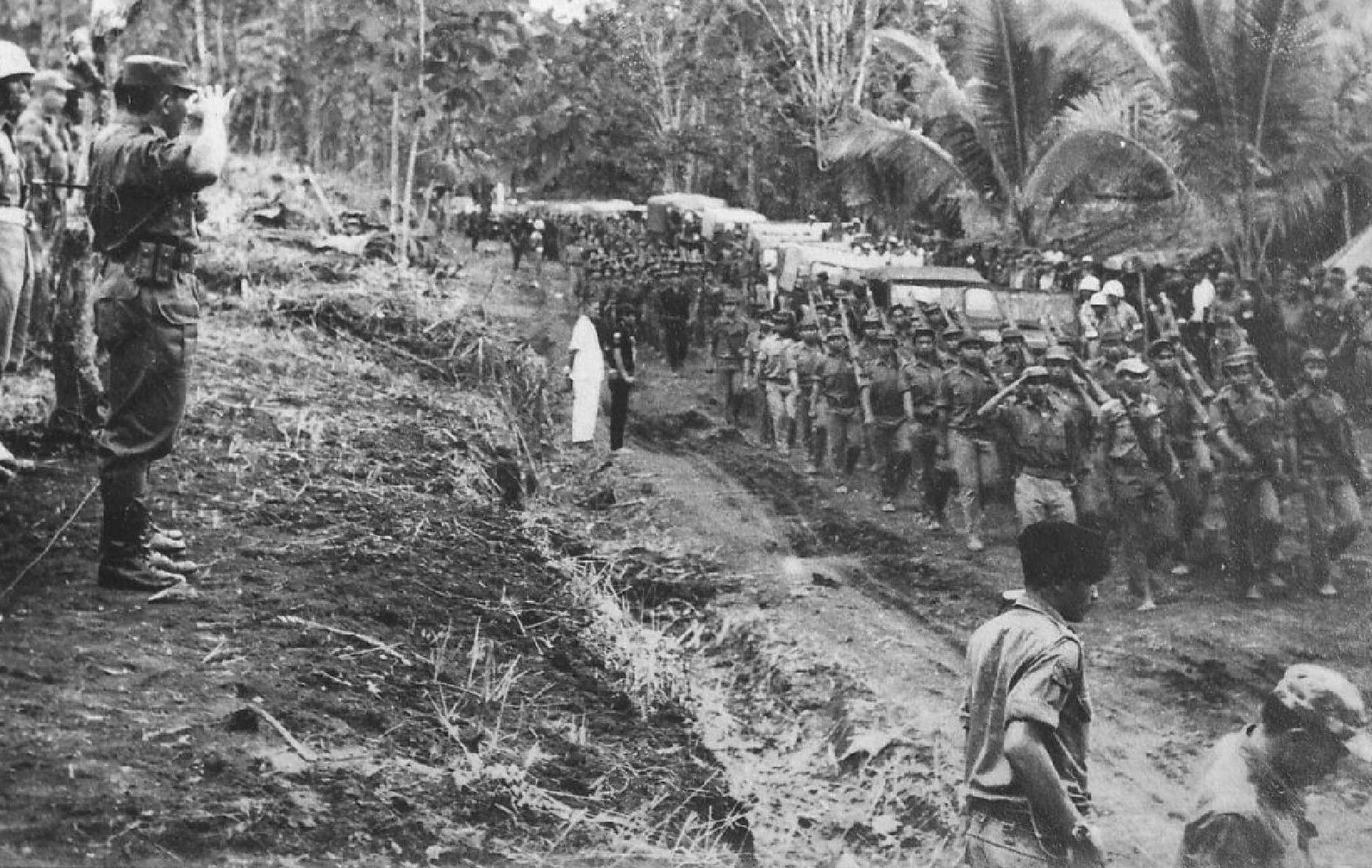
Le colonel Sunandar Prijosudarmo, commandant de la 13ème région militaire, salue des soldats de la Permesta lors d'une cérémonie le 4 avril 1961

Pour répondre aux attaques des insurgés, le président de la République Soekarno demande à l'armée indonésienne d'écraser les rebellions Permesta et PRRI. Une série de raids aériens de l'armée de l'air indonésienne (AURI) à Manado détruit la plupart des avions B-26 rebelles. Au cours de cette période, un bombardier rebelle B-26 est abattu le 18 mai 1958 par le pilote indonésien Ignatius Dewanto au-dessus d'Ambon. Le pilote de cet avion, l'agent américain de la CIA Allen Pope, est capturé vivant, exposant l'implication profonde de la CIA dans la rébellion. En conséquence, la CIA commence à retirer son soutien à la rébellion. Pope est finalement jugé, condamné à mort à Jakarta, avant d'être libéré à la demande de l'administration John F. Kennedy le 22 août 1962.
Après l'anéantissement de l'armée de l'air rebelle AUREV, les troupes du gouvernement central lance un assaut contre la capitale rebelle Manado. Les troupes indonésiennes expulse rapidement les rebelles. Ceux-ci continuent néanmoins le conflit sous la forme de guérilla dans la région du lac Tondano. Le gouvernement central finit par désamorcer le conflit en offrant une amnistie aux rebelles pour les inciter à la capitulation. Les derniers rebelles de Permesta se rendent et jurent fidélité au gouvernement central en 1961.